# Korlahalli, Chik Ballapur
Korlahalli là một làng thuộc tehsil Chik Ballapur, huyện Kolar, bang Karnataka, Ấn Độ.